# Pieszczanka (rejon grodzieński)
Pieszczanka (biał. Пясчанка; ros. Песчанка) – wieś na Białorusi, w obwodzie grodzieńskim, w rejonie grodzieńskim, w sielsowiecie Skidel.

## Historia
Dawniej wieś, folwark i okolica szlachecka. W dwudziestoleciu międzywojennym wieś leżała w Polsce, w województwie białostockim, w powiecie grodzieńskim, w gminie Skidel.
Według Powszechnego Spisu Ludności z 1921 roku zamieszkiwało tu 131 osób, 1 była wyznania rzymskokatolickiego, 130 prawosławnego. Jednocześnie 1 mieszkaniec zadeklarował polską przynależność narodową, 128 białoruską a 2 inną. Było tu 26 budynków mieszkalnych.
Miejscowość należała do parafii prawosławnej w Skidlu i rzymskokatolickiej w Kamionce. Podlegała pod Sąd Grodzki w Skidlu i Okręgowy w Grodnie; właściwy urząd pocztowy mieścił się w Skidlu.
W wyniku napaści ZSRR na Polskę we wrześniu 1939 miejscowość znalazła się pod okupacją sowiecką. 2 listopada została włączona do Białoruskiej SRR. 4 grudnia 1939 włączona do nowo utworzonego obwodu białostockiego. Od czerwca 1941 roku pod okupacją niemiecką. 22 lipca 1941 r. włączona w skład okręgu białostockiego III Rzeszy. W 1944 miejscowość została ponownie zajęta przez wojska sowieckie i włączona do obwodu grodzieńskiego Białoruskiej SRR.
Od 1991 wchodzi w skład Białorusi.